# إبراهيم دشتي
إبراهيم دشتي (5 يونيو 1986 -)، مغني حالي ومُمثل كويتي سابق. أعلن إبراهيم دشتي عبر مُقابلة له مع جريدة الأنباء الكويتية عن اعتزاله التمثيل بشكل نهائي بسبب تعارض أوقات تصوير المسلسلات مع الحفلات الغنائية، وكان يرفض المُشاركة في عدد من الحفلات المُهمة بسبب ارتباطه بأوقات تصوير المُسلسلات الفنية.

## حياته ومشواره المهني
- ولد في الكويت، تخرّج من كلية التجارة وعمل في أحد المصارف. في عام 2009، شارك إبراهيم في برنامج المواهب ستار أكاديمي 6 في موسمه السادس على شاشة إل بي سي، وصل فيه إلى المرحلة النهائية. انطلق بعد البرنامج إلى تقديم برنامج “شطار أكاديمي” وتقديم برنامج “شارع برهوم”، تزوج في يونيو 2014 من فتاة خارج الوسط الفني. في 25 يوليو 2016، أصبح أباً لأول مره وتوفي ابنه آدم بعدها بشهر من ولادته، رزق بعدها بمولودة اسماها بيبي.

## أعماله

### في التلفزيون
- 2015: قابل للكسر
- 2015: حال مناير
- 2013: دو ري مي

### في المسرح
- 2016: كوكينج شو
- 2015: مصنع الكارتون
- 2015: مملكة الطيور
- 2014: سندريلا في الغابة
- 2014: قصر الساعات
- 2013: مدينة الزنوج
- 2012: عودة السلاحف
- 2012: مدينة البطاريق 1
- 2011: الزوج يريد تغيير المدام
- 2010: عصابة عزوز
- 2009: من صادها عشى عياله

### في السينما
- 2010: اللعب في الممنوع

### في الغناء

#### ألبوم فاقدها 2013
- فاقدها
- اعذريني
- انقاذ موقف
- طاف
- مخاصمها
- مشتاقين
- يا ستار

#### أغاني منفردة
- هكا 2015
- كفيتي ووفيتي مع شهد العميري 2015
- ممنونك 2015
- خاله يا خاله 2015
- كشميري 2015
- تعب الأيام 2016
- بحة حزن 2016
- في غيابي 2016
- غمزة 2017
- سؤال صغير 2017
- بكره يتعود 2018
- على وين 2019
- العيب بالعيب 2019
- اعرفك بحضرتي 2020